# Eupráxia de Kiev
Eupráxia Vsevolodovna de Kiev, também conhecida como Adelaide e Praxedis (em eslavo oriental antigo: Еоупраксиа, e em russo:  Евпра́ксия Все́володовна; Rússia de Kiev, c. 1067, 1070 ou 1071 – Rússia de Kiev, 10 de julho de 1109) foi imperatriz consorte do Sacro Império Romano-Germânico, rainha da Germânia e da Borgonha de 1089 a 1105, e rainha da Itália de 1089 a 1093, como a segunda esposa de Henrique IV, que foi o seu segundo marido. Aprisionada por Henrique em Verona, ela conseguiu escapar com a ajuda de Matilde de Canossa, e mais tarde, com o consentimento do papa, se separou do marido, após acusá-lo publicamente de maltratá-la e forçá-la a participar de orgias na corte. Embora tenha deixado o império, a imperatriz apenas se retirou para um convento no seu país natal após a morte de Henrique IV, em 1106, onde viveu como uma freira até o resto de seus dias.

## Família
Eupráxia foi a primeira filha e possivelmente segunda criança nascida de Usevolodo I, Grão-príncipe de Kiev e de Ana Polovetskaya. Como descendente de Vladimir, o Grande, era um membro do ramo familiar de Volodimerovichi, da Dinastia ruríquida.
Os seus avós paternos eram Jaroslau I, o Sábio e a princesa Ingegerda da Suécia. Já sua mãe era filha de um cã, líder do povo cumano.
O seu tio paterno, Esvetoslau II, era casado com Oda de Stade, sobrinha de Henrique III do Sacro Império Romano-Germânico, pai de Henrique IV. Ela também teve várias tias paternas que foram rainhas consorte: Isabel, esposa de Haroldo III da Noruega, Anastácia, esposa de André I da Hungria, Ana, esposa de Henrique I de França e mãe de Filipe I de França, e possivelmente Ágata, esposa de Eduardo, o Exilado, um príncipe anglo-saxão.
Eupráxia teve apenas um irmão integral, Rostislau I, Príncipe da Pereaslávia, que participou, junto ao meio-irmão, Vladimir, e Esvetopolco II de Kiev na campanha contra os cumanos que culminou, em 26 de maio de 1093, na Batalha do Rio Stuhna; após a derrota de Kiev, foi afogado enquanto batia em retirada. Também teve três irmãs: Catarina, uma freira, Maria, e Ianca (também chamada de Ana) - que talvez fosse filha da primeira esposa do pai, e não de Ana Polovetskaya - freira no convento da Igreja de Santo André, fundada pelo pai, que acompanhou o novo Metropolita, João III, até Kiev, e foi abadessa de Janczyn; em 1074, ficou noiva do príncipe bizantino, Constâncio Ducas, porém, o casamento nunca ocorreu pois ele foi forçado a se tornar um monge.
Ela teve um meio-irmão mais velho, Vladimir II Monômaco, grão-príncipe de Kiev, filho de Anastácia de Bizâncio, também chamada de Maria ou Irina, que foi a primeira esposa de Usevolodo I.

## Biografia

### Primeiro casamento
Eupráxia casou-se, em 1086, com Henrique I, Marquês da Marca do Norte (também conhecido como Henrique III) e conde de Stade, da família nobre dos Udonidas, filho de Lotário Udo II, Marquês da Marca do Norte e de Oda de Werl. O cronista conhecido como Annalista Saxo, em 1082, menciona o casamento dela com Henrique I, dizendo ela já era conhecida como Adelaide na língua alemã, e que chegou no país com muita pompa, levando consigo camelos carregados de roupas, joias, e incontáveis riquezas. 
Ela foi enviada para a Saxônia, para a casa do noivo, onde, segundo o costume da época, a jovem deveria ficar até o casamento, assimilar a língua alemã, acostumando-se a um novo modo de vida. Logo a princesa russa foi colocada no mosteiro de Quedlimburgo, onde as filhas dos nobres eram educadas, e apenas princesas de sangue real eram abadessas. Assim, sob a supervisão da abadessa, irmã do imperador Henrique IV, Eupráxia aprendeu alemão e latim e outras sabedorias literárias. Antes do casamento, em 1086, ela se converteu ao catolicismo e recebeu um novo nome, Adelaide.
O casal não teve filhos, e o marquês faleceu pouco tempo depois do casamento, em 27 de junho de 1087. Agora uma viúva sem filhos, Eupráxia foi rejeitada pelas pessoas de Stade.

### Segundo casamento
Após a morte do primeiro marido, Eupráxia foi viver na Abadia de Quedlimburgo, onde conheceu Henrique IV, que ficou bastante impressionada com a beleza da princesa. Ele era filho de Henrique III e de sua segunda esposa, Inês da Aquitânia. Após a morte de sua primeira esposa, Berta de Saboia, em 27 de dezembro de 1087, o imperador ficou noivo de Eupráxia no ano seguinte, em 1088. 
Eles se casaram no próximo ano, no dia 14 de agosto de 1089, na cidade de Colônia. Logo após o casamento, ela foi coroada imperatriz, e manteve o nome de Adelaide, se batizando na fé católica. A união serviu como um elo entre o império alemão e a Rússia de Kiev, agora aliado contra a Polônia, presa no meio dos dois. Além disso, Henrique IV esperava que o novo casamento fortalecesse a sua força policial na luta contra o papado e que a Rússia o apoiasse nesta luta.
Segundo o historiador alemã medieval, Gerd Althoff, o casamento de Adelaide com Henrique IV possivelmente pretendia confirmar um acordo de paz entre o imperador Henrique e seus inimigos, os saxões. O seu papel como esposa seria, portanto, visto como análogo ao papel dos reféns, que eram regularmente fornecidos durante este período para reforçar e garantir alianças. Segundo fontes, o imperador teria ordenado o estupro da rainha. Althoff sugere interpretar esse estupro como uma desonra análoga à punição, ou mesmo ao assassinato de um refém após quebra de lealdade.
É relatado que o imperador tinha muito ciúme de sua esposa e a tratava mal. Uma dessas evidências é dada pelo historiador e escritor russo, Nikolai Karamzin: “Querendo testar a castidade de Adelaide, Henrique ordenou que um barão buscasse seu amor. Ela não queria ouvir o encantador; finalmente, perdendo a paciência por causa de sua importunação, ela marcou uma hora e um local para um encontro secreto. Em vez do barão, o próprio imperador apareceu à noite, no escuro, e em vez de sua amante, encontrou uma dezena de criadas vestidas com roupas femininas, que, seguindo a ordem da imperatriz, o açoitaram sem piedade, como um insulto a sua honra. Reconhecendo o barão imaginário como seu marido, Adelaide disse: “Por que você foi até sua esposa legal na forma de um adúltero?" Henrique, irritado, considerando-se enganado, executou o barão e amaldiçoou a casta Adelaide com vil crueldade."
O casamento não foi feliz. Durante as campanhas militares de Henrique IV na Itália, ele levou Adelaide consigo, a acusou de infidelidade, e a aprisionou no Mosteiro de São Zeno, o local em que o imperador e suas tropas costumavam ficar, no exterior da cidade de muralhas de Verona. É possível, no entanto, que o imperador tenha fabricado as acusações de "comportamento insuficientemente casto" contra a esposa, pois temia uma traição política dela, já que Eupráxia estava inclinada a participar dos assuntos políticos do império.
A imperatriz conseguiu escapar, em 1093, com a ajuda marquesa da Toscana, Matilde de Canossa, que enviou um pequeno grupo de soldados par Verona, que libertaram a imperatriz, e a acompanharam até a Toscana. Matilde era prima e inimiga de Henrique IV. Ela acusou o imperador de maltratos numa carta que foi lida num sínodo reunido em Constança, em abril de 1094. Os dois se separaram naquele ano, segundo Annalista Saxo.

### Concílio de Placência e acusações
No ano seguinte, convencida pelo Papa Urbano II, Eupráxia fez uma confissão pública diante dos membros do clero no Concílio de Placência, que ocorreu na primeira semana março de 1095. A imperatriz acusou o marido de detê-la contra sua vontade, de obrigá-la a participar de orgias, e, segundo alguns relatos tardios, de tentar realizar uma missa negra no corpo nu da esposa. Segundo esses mesmos cronistas, Henrique IV se envolveu numa seita do Nicolaísmo, e sediava as orgias e rituais obscenos da seita nos seus palácios. Eupráxia era forçada a participar desses atos sexuais e, numa ocasião, teria chegado a oferecê-la ao seu filho com Berta, Conrado II da Itália. Conrado se recusou, indignado, e se revoltou contra o pai. O próprio Conrado, que participou do Concílio, confirmou isso, dizendo que esse foi o motivo da revolta. O rei da Itália passou, então, a apoiar o papa nas guerras italianas que formavam parte da Questão das Investiduras.
O cronista Bernard de St. Blasien descreve o relato de Eupráxia:
"Nesse sínodo, a Rainha Praxedis (Eupráxia), que havia há muito se separado de Henrique, reclamou ao senhor papa e ao sínodo sagrado sobre o seu marido e dos atos imundos e sem precedentes de fornicação que ela tinha sofrido do marido. O senhor papa, junto ao sínodo sagrado, receberam a sua queixa, com muita misericórdia, porque ele tinha certeza que ela própria não havia cometido tais crimes vis, mas tinha os suportado a contragosto."
O Concílio confirmou a separação dela do marido, em 1095. Os cronistas contemporâneos ficaram chocados com os abusos sexuais que o imperador teria infligido na esposa.
Não se sabe a veracidade desses relatos, pois o próprio Papa Urbano II era um oponente de Henrique IV, e os dois estiveram envolvido na Questão das Investiduras. Contudo, pode-se presumir que estes relatórios foram recebidos principalmente pela parte papal como material de propaganda e, como tal, foram posteriormente explorados em todas as oportunidades possíveis.
Segundo um relato escrito no meio do século XII, porque Henrique forçou a esposa a participar de orgias, quando ela engravidou, ela não sabia dizer quem era o pai da criança. Por isso, ela decidiu deixar Henrique. O professor e escritor, Christian Raffensperger, sugeriu que a história deve ter algo de verdade nela, baseado numa referência à morte de um dos filhos do imperador na obra Vita Mathildis do autor Donizo, escrita por volta de 1115, que contém a biografia de Matilde de Canossa. Já que são conhecidos os nomes dos filhos de Henrique e Berta, segundo Raffensperger, essa poderia ser uma criança nascida de Adelaide (alternativamente, poderia se referir a uma criança de uma amante do imperador, ou, simplesmente, um erro de registro).

### Últimos anos e morte
Eupráxia deixou a Itália, e passou a morar na Hungria, onde teria morado até 1097 ou 1099, quando retornou à Rússia de Kiev. Ela esteva sob a proteção de sua tia, Anastácia de Kiev, a rainha consorte da Hungria, porém, foi perseguida pelos aliados de Henrique IV. Sabe-se que ela entrou para o convento da irmã, Ianca, e se tornou uma freira apenas em 1106, segundo várias fontes, sendo que uma delas, "A Crônica Primária", dá a data de 6 de dezembro de 1106. Ela provavelmente aguardou a morte do marido, antes de ingressar na igreja. Henrique tinha falecido alguns meses antes, em 7 de agosto de 1106, tendo sido deposto em 31 de dezembro de 1105, após ser julgado pela corte papal e ter caído em desgraça.
Rumores se espalharam em Kiev sobre Eupráxia falando contra seu marido em um conselho da igreja, o que causou forte condenação, principalmente entre o clero, e, aparentemente, influenciou a atitude em relação a ela em épicos e lendas, onde o epíteto “volochayka” (prostituta) estava firmemente ligado ao nome de Eupráxia. 
A princesa russa faleceu no dia 10 de julho de 1109, com cerca de 38 a 39 anos de idade, e foi sepultada no Mosteiro de Kiev-Petchersk, anteriormente conhecido como Mosteiro da Cripta, hoje na Ucrânia. Na época, era a única mulher a ter uma capela lá.